# 高身副雙邊魚
高身副雙邊魚為輻鰭魚綱鱸形目鱸亞目雙邊魚科的其中一個種，分布於亞洲緬甸的淡水流域，體長可達8公分，生活在水質清澈的大型溪流，屬肉食性，可做為觀賞魚。